# Pseudozarba reducta
Pseudozarba reducta là một loài bướm đêm trong họ Noctuidae.